# Kaarlo Juho Ståhlberg
Kaarlo Juho Ståhlberg (n. 28 ianuarie 1865 – d. 22 septembrie 1952) a fost jurist și academician, care a avut o contribuție crucială la crearea Constituției Finlandei în 1919. A fost primul președinte al Finlandei (1919-1925) și Liberal Nationalist.